# Triangel

Triangel är en tresidig polygon

Triangel (av latin: triangulum), trekant, trehörning eller trigon är en tresidig polygon och en av de grundläggande geometriska formerna. En triangel begränsas av tre räta linjer vars skärningpunkter bildar triangelns hörn.
Triangelns hörn betecknas vanligen med A, B, C och motsvarande vinklar med {\displaystyle \alpha ,\beta ,\gamma }. Triangeln kan refereras till som triangeln ABC eller betecknas {\displaystyle \triangle ABC}.
Sidan a säges vara motstående sida till hörnet A och vinkeln {\displaystyle \alpha }. Hörnet A sägs vara motstående hörn till sidan a.
Semiperimetern är triangelns halva omkrets eller
{\displaystyle \ s={\frac {1}{2}}\left(a+b+c\right)}
Artikeln behandlar trianglar i planet; trianglar på sfäriska och hyperboliska ytor har särskilda artiklar.

## Typer av trianglar
En triangel är
- Spetsvinklig om alla vinklar är mindre än 90 grader
- Rätvinklig om en vinkel är rät (90 grader eller {\displaystyle \pi /2} radianer)
- Trubbvinklig om en av vinklarna är större än 90 grader

- Likbent om två sidor är lika långa
- Liksidig om alla sidor är lika långa

## Vinklar
Supplementvinkeln till en vinkel i en triangel kallas yttre vinkel.

### Vinkelsumma
En linje som dras genom ett av triangelns hörn och är parallell med motstående sida, visar att triangelns vinkelsumma är 180 grader.

## Höjder
En triangels höjder är normaler dragna från en sida, eller en sidas förlängning, till motstående hörn. Höjderna skär varandra i en punkt.
Höjden mot sidan a har längden
{\displaystyle h_{a}={\frac {2}{a}}{\sqrt {s(s-a)(s-b)(s-c)}}}
där s är semiperimetern (triangelns halva omkrets).
Övriga längder beräknas på motsvarande sätt.

## Bisektriser
En bisektris delar en av triangelns vinklar i två lika delar.
Bisektrisen till en yttre vinkel kallas yttre bisektris.
Bisektriserna skär varandra i en punkt som också är den inskrivna cirkelns centrum.

### Bisektrisens längd

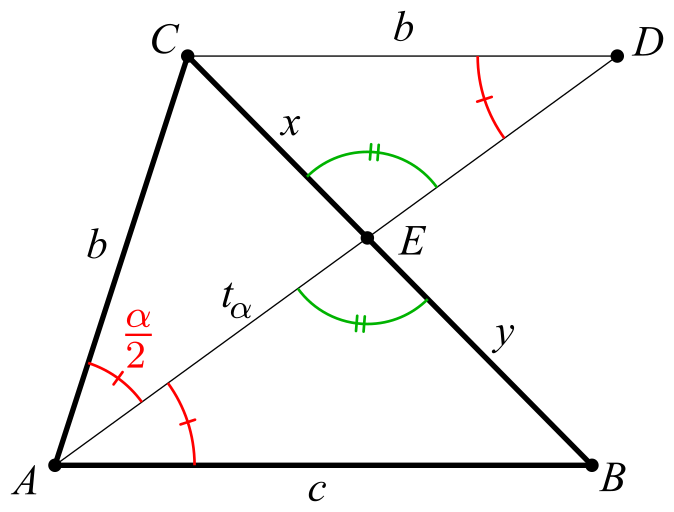
Bisektrissatsen

Längden av bisektrisen från hörnet A är
{\displaystyle t_{a}={\frac {2bc}{b+c}}\cos {\frac {\alpha }{2}}.}

### Bisektrissatsen
En bisektris delar motstående sida i samma proportioner som längderna av de sidor som bildar den delade vinkeln:
{\displaystyle {\frac {b}{c}}={\frac {x}{y}}\quad } (1)
Drag sidan CD med längden AC parallell med sidan AB. Då är trianglarna CDE och ABE likformiga och sambandet (1) följer.

## Medianer
Medianen är en linje från ett av triangelns hörn till motstående sidas mittpunkt. Medianerna skär varandra i triangelns geometriska tyngdpunkt.
Medianernas längder är
{\displaystyle m_{a}={\tfrac {1}{2}}{\sqrt {2b^{2}+2c^{2}-a^{2}}},}
{\displaystyle m_{b}={\tfrac {1}{2}}{\sqrt {2a^{2}+2c^{2}-b^{2}}},}
{\displaystyle m_{c}={\tfrac {1}{2}}{\sqrt {2a^{2}+2b^{2}-c^{2}}}.}

## Area
Triangelns area är en höjd multiplicerad med motsvarande sida dividerat med 2 eller
{\displaystyle A={\frac {ah_{a}}{2}}={\frac {bh_{b}}{2}}={\frac {ch_{c}}{2}}}
Arean kan också beräknas med herons formel som
{\displaystyle A={\sqrt {s(s-a)(s-b)(s-c)}}}
där s är semiperimetern (triangelns halva omkrets).
Arean kan även beräknas med den trigonometriska sinusfunktionen enligt areasatsen
{\displaystyle A={\frac {ab\sin \gamma }{2}}={\frac {ac\sin \beta }{2}}={\frac {bc\sin \alpha }{2}}}

### Med integral
Arean av en triangel kan beräknas med integralen
{\displaystyle A=\int _{0}^{h}x{\frac {a}{h}}dx=\left[{\frac {a}{2h}}x^{2}\right]_{0}^{h}={\frac {1}{2h}}ah^{2}={\frac {1}{2}}ah}

### Med vektorer

Triangelns area är hälften av arean av en parallellogram med samma bas och höjd

Arean av en parallellogram i ett tredimensionellt euklidiskt rum kan beräknas med hjälp av vektorer. Låt vektorerna AB och AC svara mot sträckan från A till B respektive A till C. 
Arean av parallellogrammen ABCD är
{\displaystyle |{AB}\times {AC}|,}
vilket är magnituden av kryssprodukten av vektorerna AB och AC.
Arean av triangeln ABC är hälften av denna
{\displaystyle {\frac {1}{2}}|{AB}\times {AC}|}
Triangelns area kan med hjälp av skalärprodukt skrivas som
{\displaystyle {\frac {1}{2}}{\sqrt {(\mathbf {AB} \cdot \mathbf {AB} )(\mathbf {AC} \cdot \mathbf {AC} )-(\mathbf {AB} \cdot \mathbf {AC} )^{2}}}={\frac {1}{2}}{\sqrt {|\mathbf {AB} |^{2}|\mathbf {AC} |^{2}-(\mathbf {AB} \cdot \mathbf {AC} )^{2}}}\,}
I en tvådimensionell euklidisk rymd kan vektorn AB skrivas som (x1,y1) och AC som (x2,y2), vilket ger arean som
{\displaystyle {\frac {1}{2}}\,|x_{1}y_{2}-x_{2}y_{1}|\,}

## Samband mellan sidor och vinklar

### Cosinussatsen
{\displaystyle a^{2}=b^{2}+c^{2}-2bc\cdot \cos \alpha }
{\displaystyle b^{2}=a^{2}+c^{2}-2ac\cdot \cos \beta }
{\displaystyle c^{2}=a^{2}+b^{2}-2ab\cdot \cos \gamma }
Om till exempel vinkeln {\displaystyle \gamma } är rät och då {\displaystyle \cos(\pi /2)=0} erhålls Pythagoras sats
{\displaystyle c^{2}\ =a^{2}+b^{2}}

### Sinussatsen
{\displaystyle {\frac {\sin \alpha }{a}}={\frac {\sin \beta }{b}}={\frac {\sin \gamma }{c}}}

### Tangenssatsen
{\displaystyle {\frac {a-b}{a+b}}={\frac {\tan({\frac {1}{2}}(\alpha -\beta ))}{\tan({\frac {1}{2}}(\alpha +\beta ))}}}

## Cirklar

### Omskrivna cirkeln
Den omskrivna cirkelns centrum ligger i skärningspunkten av sidornas mittpunktsnormaler och
dess radie är
{\displaystyle R={\frac {abc}{4{\sqrt {s(s-a)(s-b)(s-c)}}}}}.

För en spetsvinklig triangel ligger omskrivna cirkelns mittpunkt inuti triangeln.
För en rätvinklig triangel sammanfaller omskrivna cirkelns mittpunkt med hypotenusans mittpunkt (se Thales sats).
För en trubbvinklig triangel ligger omskrivna cirkelns mittpunkt utanför triangeln.

### Inskrivna cirkeln
Den inskrivna cirkelns mittpunkt är bisektrisernas skärningspunkt och dess radie är
{\displaystyle r={\sqrt {\frac {(s-a)(s-b)(s-c)}{s}}}}
där s är semiperimetern.

### Vidskrivna cirkeln
Bisektrisen från A och bisektrisen från B's yttre vinkel skär varandra i den vidskrivna cirkelns mittpunkt.
Den vidskrivna cirkelns radie om cirkeln tangerar sidan a är
{\displaystyle \ r_{a}={\frac {T}{s-a}}}
där T är triangelns area och s semiperimetern.

## Kongruensfall
Två trianglar är kongruenta om de kan fås att sammanfalla genom rotation, translation och spegling.

### Första kongruensfallet (SVS, sida-vinkel-sida)
Om för ∆ABC och ∆A'B'C' gäller att AB = A'B', AC = A'C' och ∠A = ∠A', så är ∆ABC kongruent med ∆A'B'C'.

### Andra kongruensfallet (SSS, sida-sida-sida)
Om för ∆ABC och ∆A'B'C' gäller att AB = A'B', AC = A'C' och BC = B'C', så är ∆ABC kongruent med ∆A'B'C'.

### Tredje kongruensfallet (VSV, vinkel-sida-vinkel)
Om för ∆ABC och ∆A'B'C' gäller att AB = A'B', ∠A = ∠A' och ∠B =∠B', så är ∆ABC kongruent med ∆A'B'C'.

## Likformighet
Om det för två trianglar med sidorna
{\displaystyle \ a_{1},\ b_{1},\ c_{1}} respektive {\displaystyle \ a_{2},\ b_{2},\ c_{2}}, existerar ett tal  {\displaystyle \lambda \,}, en skalfaktor, sådant att
{\displaystyle \ a_{1}=\lambda a_{2},\quad b_{1}=\lambda b_{2},\quad c_{1}=\lambda c_{2}}
sägs trianglarna vara likformiga.
Likformighet betecknas
{\displaystyle \triangle ABC\sim \triangle A'B'C'}

### Första likformighetsfallet (SVS, Sida-Vinkel-Sida)
Om för två trianglar ABC och A'B'C'
{\displaystyle {\frac {|AB|}{|A'B'|}}={\frac {|AC|}{|A'C'|}}}
och
{\displaystyle \angle A\cong \angle A'}
är trianglarna likformiga.

### Andra likformighetsfallet (SSS, Sida-Sida-Sida)
Om för två trianglar ABC och A'B'C'
{\displaystyle {\frac {|AB|}{|A'B'|}}={\frac {|AC|}{|A'C'|}}={\frac {|BC|}{|B'C'|}}}
är trianglarna likformiga.

### Tredje likformighetsfallet (VV, Vinkel-Vinkel)
Om för två trianglar ABC och A'B'C'
{\displaystyle \angle A\cong \angle A',\quad \angle B\cong \angle B'}
är trianglarna likformiga. Den tredje vinkeln C följer av att summan av alla vinklar i en triangel är 180 grader.

## Triangelns tyngdpunkt
En triangelformad ytas masscentrum (tyngdpunkt) ligger på en tredjedel av höjden räknat från basen.
Medianernas skärningspunkt sammanfaller med masscentrum.
Tyngdpunktens avstånd till en sida kan beräknas med en integral. Vi kan anta att ytdensiteten (massa per areaenhet) är = 1. Arean {\displaystyle x{\frac {a}{h}}dx} utövar då momentet {\displaystyle x\cdot x{\frac {a}{h}}dx} med avseende på origo, vilket för hela triangeln ger
{\displaystyle \int _{0}^{h}x\cdot x{\frac {a}{h}}dx=\left[{\frac {a}{3h}}x^{3}\right]_{0}^{h}={\frac {1}{3}}ah^{2}={\frac {2}{3}}Ah}
där A är triangelns area. Det moment triangeln utövar kan anses angripa i tyngdpunkten vilket ger
{\displaystyle T_{p}A={\frac {2}{3}}Ah\ \rightarrow \ T_{p}={\frac {2}{3}}h\rightarrow d={\frac {h}{3}}}

### Med lodlina
Det går att finna ett tunt och plant föremåls tyngdpunkt med hjälp av en lodlina. Lodlina och (i detta fall) triangel hängs fritt från en fästpunkt och lodlinjen markeras. Detta upprepas för en andra fästpunkt. Lodlinjernas skärningspunkt är tyngdpunktens läge.